# The Pitt News
O The Pitt News é um jornal da Universidade de Pittsburgh, que abrange a região metropolitana de Pittsburgh, Pensilvânia, Estados Unidos, ativo desde 1910.